# وينزور (كارولاينا الشمالية)
وينزور (بالإنجليزية: Windsor)‏ هي مدينة أمريكية ومركز مقاطعة بيرتي في ولاية كارولاينا الشمالية في الولايات المتحدة الأمريكية.

## التركيبة السكانية
حدّد مكتب تعداد الولايات المتحدة بيانات التركيبة السكانية لوينزور في تعداد الولايات المتحدة. في ما يلي، التركيبة السكانية حسب تعدادي 2000 و2010.

### تعداد عام 2000
بلغ عدد سكان وينزور 2,283 نسمة بحسب تعداد عام 2000، وبلغ عدد الأسر 938 أسرة وعدد العائلات 605 عائلة مقيمة في البلدة. في حين سجلت الكثافة السكانية 312.7 نسمة لكل كيلومتر مربع (809.9/ميل2). وبلغ عدد الوحدات السكنية 1,080 وحدة بمتوسط كثافة قدره 147.9 لكل كيلومتر مربع (383.1/ميل2).
وتوزع التركيب العرقي للبلدة بنسبة 45.42% من البيض و52.96% من الأمريكيين الأفارقة و0.35% من الأمريكيين الأصليين و0.66% من الأمريكيين ذوي الأصول الآسيوية و0.04% من سكان جزر المحيط الهادئ و0.13% من الأعراق الأخرى و0.44% من عرقين مختلطين أو أكثر و0.35% من الهسبانيون أو اللاتينيون من أي عرق.
بلغ عدد الأسر 938 أسرة كانت نسبة 33.7% منها لديها أطفال تحت سن الثامنة عشر تعيش معهم، وبلغت نسبة الأزواج القاطنين مع بعضهم البعض 42.2% من أصل المجموع الكلي للأسر، ونسبة 20.3% من الأسر كان لديها معيلات من الإناث دون وجود شريك،  بينما كانت نسبة 2% من الأسر لديها معيلون من الذكور دون وجود شريكة وكانت نسبة 35.5% من غير العائلات. تألفت نسبة 33.8% من أصل جميع الأسر من عدة أفراد يعيشون في نفس المنزل ونسبة 17% كانت تتألف من شخص يعيش بمفرده يبلغ من العمر 65 عاماً أو أكثر. وبلغ متوسط حجم الأسرة المعيشية 2.33، أما متوسط حجم العائلات فبلغ 2.96.
بلغ العمر الوسطي للسكان 41.7 عاماً. وكانت نسبة 24.8% من القاطنين تحت سن الثامنة عشر، وكانت نسبة 5.5% بين الثامنة عشر والرابعة والعشرين عاماً، ونسبة 24% كانت واقعةً في الفئة العمرية ما بين الخامسة والعشرين والرابعة والأربعين عاماً، ونسبة 23.8% كانت ما بين الخامسة والأربعين والرابعة والستين، ونسبة 17.6% كانت ضمن فئة الخامسة والستين عاماً فما فوق. يوجد لكل 100 أنثى 77.3 ذكر، ويوجد لكل 100 أنثى في الثامنة عشر من عمرها فما فوق 71.3 ذكر.
بلغ متوسط دخل الأسرة في البلدة 25,256 دولارًا، أما متوسط دخل العائلة فبلغ 34,107 دولارًا. وكان متوسط دخل الذكور 30,045 دولارًا مقابل 20,885 دولارًا للإناث. وسجل دخل الفرد الخاص بالبلدة 18,006 دولارًا. وكانت نسبة 19.9% من العائلات ونسبة 25.8% من السكان تحت خط الفقر، وكان من هؤلاء نسبة 35.1% تحت سن الثامنة عشر ونسبة 25.4% في الخامسة والستين من العمر وما فوق.

### تعداد عام 2010
بلغ عدد سكان وينزور 3,630 نسمة بحسب تعداد عام 2010، وبلغ عدد الأسر 1,088 أسرة وعدد العائلات 666 عائلة مقيمة في البلدة. في حين سجلت الكثافة السكانية 497.3 نسمة لكل كيلومتر مربع (1,288.0/ميل2). وبلغ عدد الوحدات السكنية 1,193 وحدة بمتوسط كثافة قدره 163.4 لكل كيلومتر مربع (423.2/ميل2).
وتوزع التركيب العرقي للبلدة بنسبة 32.78% من البيض و62.56% من الأمريكيين الأفارقة و0.69% من الأمريكيين الأصليين و1.96% من الأمريكيين ذوي الأصول الآسيوية و0.17% من الأعراق الأخرى و1.85% من عرقين مختلطين أو أكثر و1.10% من الهسبانيون أو اللاتينيون من أي عرق.
بلغ عدد الأسر 1,088 أسرة كانت نسبة 29.6% منها لديها أطفال تحت سن الثامنة عشر تعيش معهم، وبلغت نسبة الأزواج القاطنين مع بعضهم البعض 36.1% من أصل المجموع الكلي للأسر، ونسبة 21.4% من الأسر كان لديها معيلات من الإناث دون وجود شريك،  بينما كانت نسبة 3.7% من الأسر لديها معيلون من الذكور دون وجود شريكة وكانت نسبة 38.8% من غير العائلات. تألفت نسبة 35.4% من أصل جميع الأسر من عدة أفراد يعيشون في نفس المنزل ونسبة 15.4% كانت تتألف من شخص يعيش بمفرده يبلغ من العمر 65 عاماً أو أكثر. وبلغ متوسط حجم الأسرة المعيشية 2.29، أما متوسط حجم العائلات فبلغ 2.97.
بلغ العمر الوسطي للسكان 38.6 عاماً. وكانت نسبة 15.3% من القاطنين تحت سن الثامنة عشر، وكانت نسبة 10.8% بين الثامنة عشر والرابعة والعشرين عاماً، ونسبة 33.6% كانت واقعةً في الفئة العمرية ما بين الخامسة والعشرين والرابعة والأربعين عاماً، ونسبة 23.8% كانت ما بين الخامسة والأربعين والرابعة والستين، ونسبة 16.5% كانت ضمن فئة الخامسة والستين عاماً فما فوق. وتوزع التركيب الجنسي للسكان بنسبة 59.3% ذكور و40.7% إناث.

## أعلام
- ويليام بلونت
- جورج تي وينستون
- بورغس وايتهيد